# Krzysztof Szczawiński
Krzysztof Szczawiński (* 29. Mai 1979 in Nowe Miasto) ist ein ehemaliger  polnischer Radrennfahrer.
Krzysztof Szczawiński begann seine Karriere 2004 beim Team ICET. In seinem ersten Jahr gewann er den Gran Premio Città di Misano Adriatico in Italien. 2005 wechselte er zu Ceramica Flaminia, wo er 2005 unter anderem Dritter beim Giro del Lazio wurde. Ab 2007 fuhr Szczawiński für das polnische Continental Team Miche. In seiner ersten Saison dort gewann er eine Etappe bei der Bulgarien-Rundfahrt. 2011 beendete er seine Radsportlaufbahn.

## Erfolge
2004
- Gran Premio Città di Misano Adriatico

2007
- eine Etappe Bulgarien-Rundfahrt

## Teams
- 2004 Team ICET
- 2005 Ceramica Flaminia
- 2006 Ceramica Flaminia
- 2007 Miche
- 2008 Miche-Silvercross
- 2009 Miche-Silver Cross-Selle Italia
- 2010 Miche
- 2011 Miche-Guerciotti